# 犰狳科
犰狳（音同「求餘」，學名：Dasypodidae）是有壳的哺乳动物，生活在中南美洲和美国南部地区。它们的壳分三部分，前后两部分有整块不能伸缩的骨质鳞甲覆盖，中段的鳞甲成带状，与肌肉连在一起，可以自由伸缩。尾巴和腿上也有鳞片，鳞片之间还长着毛，腹部无鳞片只有毛。虽然犰狳科动物口中牙齿数量很多，但都很细小。
犰狳科是異關節總目（又稱貧齒總目）有甲目下的一科。有甲目內包括三科，但現存僅餘下犰狳科和倭犰狳科，犰狳科共有2屬7種。

## 外观
犰狳的甲壳由头部、肩部、骨盆的甲盾和数条环状甲带组成，这些甲带环绕身体顶部并延伸至两侧。甲壳各部分通过弹性结缔组织相连，使整体具有较高的灵活性。甲壳表面覆盖由表皮形成的薄角质板，这些板通常呈方形或多边形。同样的角质板也覆盖四肢的装甲；尾巴则由骨质环保护。犰狳的腹部和四肢内侧柔软，没有甲壳覆盖，但有硬毛作为保护。细毛还会从骨质板之间生长出来，有时甚至穿透角质鳞片。甲壳的颜色从棕色到粉色不等，毛发颜色则从灰棕色到白色。
犰狳的体型矮胖结实，身体长度根据种类从12.5厘米（如倭犰狳）到100厘米（如巨犰狳）不等，体重从90克到60千克。尾巴长度则在2.5到50厘米之间变化。
头部形状短小呈三角形，或拉长。眼睛较小，眼睑厚实。四肢短但强健，尤其适合挖掘。前肢有3到5根强壮、尖锐且弯曲的爪子，后肢则有5根趾。犰狳的头骨在上下方向呈扁平状。
犰狳的牙齿数量变化显著，是哺乳动物中最为多样的之一，牙齿总数从28颗到40颗不等（巨犰狳可达90颗）。牙齿数量不仅在不同种类之间有所差异，同一种类的个体之间也可能不同。它们的牙齿小巧，无釉质和牙根，呈统一的圆柱形，并会持续生长。
许多种类的犰狳舌头又长又黏，适用于捕食猎物。它们的嗅觉和听觉发达，但视力较差，且无法分辨颜色。
犰狳的新陈代谢较低，体温随外界环境变化，在36°C至32°C之间波动。它们无法耐受零度以下的低温，这限制了它们在寒冷地区的分布。

## 分布
犰狳主要栖息于中美洲和南美洲的草原、沙漠、稀树草原和森林边缘。唯一分布在北美洲的种类是九带犰狳（Dasypus novemcinctus），它们在美国中部和东南部的州都有分布，最北可抵达内布拉斯加州。

## 习性
犰狳主要在夜间活动，白天躲藏在洞穴中。大多数犰狳是独居动物，少数会成对或组成小型群体。
它们以地面活动为主，擅长挖掘，用以建巢或寻找食物。犰狳行动迅速，既能奔跑也能游泳。在遇到危险时，它们通常选择逃跑，躲入灌木丛或迅速挖洞藏身。
九带犰狳是掘洞好手，能在两分钟内钻入坚硬的土地裡。唯一能够像刺猬一样卷成球的品种是三带犰狳（Tolypeutes）。
犰狳的呼吸道体积较大，可以用作空气储存器，使它们能屏住呼吸长达6分钟。这项技能帮助它们穿越水体，甚至潜入水下横渡河流。肺中的空气还能平衡沉重甲壳的重量，使犰狳在水中游泳更加轻松灵活。

## 食物
犰狳是杂食性动物，主要以昆虫为食，包括蚂蚁、白蚁及其幼虫，以及其他无脊椎动物。它们还会食用腐肉、小型脊椎动物，有时也会啃食植物的一部分。
一只九带犰狳每年可捕食约100公斤昆虫，其中四分之三是农业害虫。此外，它们还捕食腐肉、有毒蜘蛛、蝎子和蛇，对农作物的保护作用显著，成为一种天然的害虫防治者。

## 繁殖
犰狳是少数能以“面对面”姿势交配的哺乳动物之一（其他包括黑猩猩和人类）。其妊娠期因受精卵着床延迟（潜伏期）而变得相对较长，可持续数周到数月。在压力环境下，雌性犰狳甚至能够暂停分娩长达两年。
九带犰狳的雌性具有多胚性，一次能产下多个双胞胎，这些胎儿均来自同一枚受精卵，因此性别完全相同。每胎通常有2至4只幼崽，有时可多至12只，也可能仅有一只。
新生的犰狳幼崽出生时便已睁眼，皮肤柔软，仅需几小时便能自行行走。幼崽会与母亲共同生活数月，而雌性通常在2岁时达到性成熟。

## 犰狳与人类
犰狳自古以来就是人类狩猎的目标。它们的白色肉质口感类似猪肉，被拉丁美洲的许多民族视为珍馐美味。
犰狳的甲壳则常被用来制作纪念品或传统乐器，如恰朗戈（charango）。
尽管犰狳在挖掘土地时可能对农作物和林木造成一定破坏，但它们也为农业带来益处：捕食害虫及其幼虫，有助于控制虫害。
夜间，犰狳常因道路活动而遭遇汽车撞击致死。九带犰狳（Dasypus novemcinctus）尤其容易丧命于此，因为它们在受到惊吓时会本能地垂直跳起，这一反应使它们更容易撞上车辆底盘。
九带犰狳的独特繁殖方式对科学研究具有重要价值。它们通常一次产下4个同卵双胞胎，这些幼崽的基因完全相同，是医学、遗传学、心理学等领域理想的实验样本，尤其适用于需要高度统一测试对象的研究。
此外，犰狳还是麻风病研究的关键动物模型。它们是除老鼠外唯一能够感染麻风病的非人类哺乳动物。较低的体温为麻风杆菌（Mycobacterium leprae）提供了适宜的生长环境，可能正是它们易受感染的原因。
犰狳在圈养条件下表现不佳，难以驯化，繁殖率较低，寿命也较短。在野外，它们的寿命通常可达十年。
此外，犰狳的形象还被用作格林纳达国徽上的标志之一。